# Ácido ustilágico
El ácido ustilágico es un compuesto orgánico con la fórmula C36H 64O18. El ácido es un lípido de celobiosa producido por el hongo del carbón del maíz Ustilago maydis en condiciones de falta de nitrógeno. El ácido fue descubierto en 1950 y se demostró que era un glicolípido anfipático con propiedades tensioactivas. El nombre proviene del latín ustus que significa quemado y hace referencia al aspecto chamuscado de los hongos del carbón.

## Usos
Los lípidos de celobiosa se conocen como biosurfactantes y detergentes naturales. Se pueden utilizar en aplicaciones farmacéuticas, cosméticas y alimentarias y son conocidos por su fuerte actividad fungicida en muchas especies. Las levaduras Pseudozyma fusiformata y Pseudozyma graminicola secretan ácidos ustilágicos, ácido 2-O-3-hidroxihexanoil-beta-D-glucopiranosil-(1→4)-6-O-acetil-beta-D-glucopiranosil-(1→16)-2,15,16-trihidroxihexadecanoico. Compuestos similares son los lípidos de celobiosa extracelular de las levaduras Cryptococcus humicola y Trichosporon porosum. :Ácido 2,3,4-O-triacetil-beta-D-glucopiranosil-(1→4)-6-O-acetil-beta-D-glucopiranosil -(1→16)-2,16-dihidroxihexadecanoico. Estos compuestos inhiben el crecimiento de varias especies de levaduras y hongos, incluidos Candida albicans y Cryptococcus (Filobasidiella) neoformans. La actividad antifúngica se manifiesta a pH ácido.